# 65 Virginis
65 Virginis är en orange jätte i Jungfruns stjärnbild.
Stjärnan har visuell magnitud +5,86 och synlig för blotta ögat vid god seeing. Den befinner sig på ett avstånd av ungefär 1245 ljusår.